# Pelle differente
Pelle differente è un album di raccolta del musicista italiano Enzo Avitabile, pubblicato il 9 febbraio 2018.
Con il brano Il coraggio di ogni giorno l'artista, insieme a Peppe Servillo, ha partecipato al Festival di Sanremo 2018. 

## Tracce

### Disco 1
1. Il coraggio di ogni giorno (feat. Peppe Servillo) (inedito) – 3:17
2. Respirando navigando (inedito) – 3:39
3. Abball' cu me (feat. Khaled) – 3:48
4. Salvamm' o munno (feat. Manu Dibango) – 3:53
5. Ànola trànola – 3:18
6. Don Salvatò – 3:24
7. Malincunìa – 2:42
8. Tutt' egual song' 'e criature (feat. Eliades Ochoa) (Live Version) – 5:35
9. Canta Palestina (feat. Amal Murkus) (Live Version) – 4:28
10. Nuie e ll' acqua (feat. Idir) (Live Version) – 6:06
11. Mane e mane (feat. Daby Touré) – 3:41
12. Soul express (feat. Toumani Diabaté e Mauro Pagani) – 4:55
13. No è no (feat. Franco Battiato) – 2:53
14. Gerardo nuvola 'e povere (feat. Francesco Guccini) – 3:49
15. E 'a maronn' accumparett' in Africa (feat. David Crosby) – 5:02

### Disco 2
1. Fratello Soul – 4:22
2. Dolce Sweet "M" – 3:58
3. Charlie – 4:47
4. When I Believe – 3:48
5. Gospel mio – 4:07
6. Napoli Dance – 3:22
7. S.O.S. Brothers – 4:20
8. Black Out – 3:40
9. Alta tensione – 4:39
10. Stella dissidente – 5:14
11. Dies irae – 5:27
12. Leave Me or Love Me – 5:05
13. Solo – 5:04